# Il Forteto
Il Forteto è una cooperativa agricola attiva nel comune di Vicchio, provincia di Firenze; venne fondata nel 1977 come un'associazione da Rodolfo Fiesoli, Luigi Goffredi e altri, con l'obiettivo di creare una comunità produttiva e alternativa alla famiglia tradizionale ispirata agli insegnamenti di don Milani e alle teorie di Gian Paolo Meucci. 
Nel 1978 i fondatori vennero indagati per atti di libidine violenti e maltrattamenti nei confronti degli adolescenti disabili che il tribunale dei minori aveva inviato presso la comunità, e definitivamente condannati nel 1985. Nel 2011 vennero accusati nuovamente di maltrattamenti verso i minori ospiti della comunità e Fiesoli venne definitivamente condannato nel 2017 a oltre 15 anni per abusi su minori e maltrattamenti. Lo scandalo che ne seguì portò anche all'istituzione di una commissione di inchiesta parlamentare e di due regionali e, nel 2018, al commissariamento della cooperativa.

## Storia

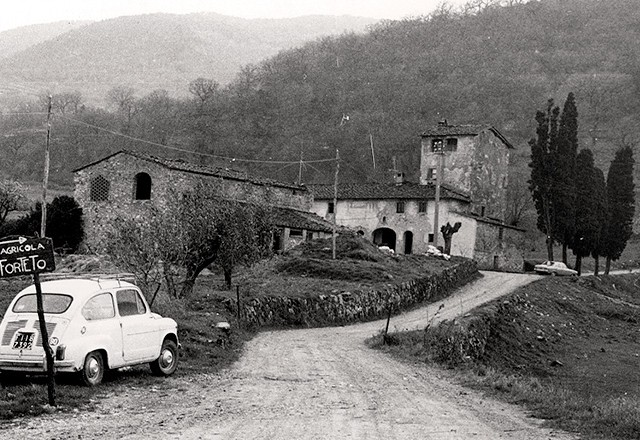
La prima comunità del Forteto

Agli inizi del 1977 venne fondata una comunità composta da 33 membri nella località di Farneto, un centro vicino a Calenzano (in provincia di Firenze) per iniziativa di Rodolfo Fiesoli (Prato, 1941-Padova, 2025), detto il Profeta e a capo della struttura, e Luigi Goffredi (Porretta Terme, 1952-2020), ideologo del progetto; entrambi sostenevano di essere laureati in psicologia, anche se in realtà non lo erano.
La base ideologica di una comunità che assume i contorni di una setta prende forma attorno ai locali di una parrocchia del pratese, dove si cominciò a unire il pensiero cattolico di Don Milani a ideologie marxiste ed a un'idea di comunità cattolico socialista, che aspirava a separarsi dal resto del mondo considerato corrotto e corruttore, proponendo un nuovo modello di convivenza e una nuova forma di famiglia non legata da vincoli di sangue i quali, anzi, vengono visti come nocivi alla crescita dell'individuo. La scelta di far parte della comunità avrebbe dovuto aiutare l'individuo a spogliarsi di quella che all'interno della comunità stessa veniva chiamata "materialità"; in questa struttura l'eterosessualità era vista come un errore e l'omosessualità invece come un atto di "amore puro", perché non legato a un atto creativo che invece è visto come un "peccato".
L'ispirazione da cui arriva la comunità non era solo quello di offrire opportunità di lavoro, bensì anche quello di impegnarsi in un percorso di crescita comunitario, di vita sociale collettiva e di accoglienza di minori con handicap fisici e mentali, con un passato di disagio familiare o abusati sessualmente. Il 4 ottobre 1977 il centro si spostò a Barberino di Mugello e prese il nome definitivo di Forteto. Si trasferì poi nella sede definitiva di Vicchio, dopo l’acquisizione di una fattoria di 500 ettari dove venne istituita una cooperativa agricola affiliata alla Legacoop e alla Confcooperative e divenne anche un centro d'affido di minori in difficoltà. Il Forteto è il frutto di una "sperimentazione sociale", nata alla fine degli anni settanta nella tempesta della contestazione ideologica all'autorità, della liberazione sessuale e delle prime teorie gender fondate sui postulati della neutralità uomo-donna. Pur non essendo una struttura d’accoglienza, al Forteto vengono inviati in affidamento disabili fisici e psichici, minori con problemi d’inserimento; il modello educativo appare, ai tanti esperti, funzionale e valido. Arrivano però presto le prime denunce da parte di genitori che vengono picchiati dai figli su ordine di Fiesoli e da parte di ex seguaci della comunità riusciti a fuggire dai violenti condizionamenti psicologici e sessuali. Fiesoli imponeva l’omosessualità come mezzo per la purificazione, e il rifiuto della famiglia d’origine come strumento di liberazione individuale.
La comunità propone una forma di educazione alternativa dei minori tramite gli affidi a due soggetti, uomo-donna, il cui accostamento avviene "a tavolino" e definita "Famiglia funzionale", una nozione coniata proprio dal Forteto, che vi impernia la propria filosofia legata all'educazione dei minori e agli affidi, e che si sviluppa in opposizione al concetto classico di famiglia. Questa nuova forma di famiglia è composta da due persone, un uomo e una donna, spesso accomunate solo da conoscenza superficiale e in ogni caso non legate da vincoli affettivi, ritenuti nocivi. La conoscenza reciproca è superficiale e svincolata dalla sfera dell’affettività, ritenuta nociva. Si cresceranno ragazzi senza il «fardello della materialità sessuale». Fiesoli e Goffredi si presentano come pionieri. L'iniziativa del "Profeta" raccoglie consensi negli ambienti politici e intellettuali di Firenze. Il Tribunale dei minori comincerà presto ad affidare bambini provenienti da situazioni difficili (genitori tossicodipendenti o assenti). E nel tempo intellettuali e psichiatri loderanno quel miscuglio di Freud e Don Milani.
A una ragazza entrata in comunità nel 1977 viene detto che non doveva avere figli naturali, perché questo rappresenta un atto egoistico. Marika, una sopravvissuta, intervistata raccontò che le veniva detto che, per superare gli abusi che aveva subito da piccola, doveva riviverli e che, dal momento che aveva accumulato troppa rabbia per gli uomini, doveva vivere dei rapporti omosessuali con le donne; la donna coinvolta nei rapporti sessuali era la madre affidataria.
Nessun lavoro della letteratura medica e psicologica internazionale accreditata ha mai concepito come metodologia nei percorsi riabilitativi di bambini affidati ‘famiglia funzionale’, il ‘chiarimento in gruppo’, la ‘separazione omosessuale’. Sono concettualmente prive di riscontri scientifici ed è sorprendente come nessun professionista che si è approcciato al Forteto lo abbia notato. Si ricorda che Il Forteto era frequentato da neuropsichiatri, primari di psichiatria, docenti universitari, assistenti sociali, giudici togati ed onorari, ma, come rilevato negli atti della Commissione di inchiesta regionale, gli incontri erano concordati, e in quelle circostanze al Forteto si predisponeva l’ambiente adatto a tali incontri.
Tra il 1980 e il 2010 vengono pubblicati circa una quindicina di libri sul Forteto in cui si teorizza il modello Forteto e il concetto di “famiglia funzionale” su cui si basa la filosofia di accoglienza e inserimento, libri che hanno visto la partecipazione di filosofi e storici con la pubblicazione da parte della casa editrice Il Mulino, come La strada stretta: storia del Forteto del 2003, mentre nel 2009 il testo "l libro dimenticato dalla scuola" di Fiesoli e Goffredi viene presentato ancora a Palazzo Vecchio. L’ultima opera di Fiesoli, “Fili e nodi”, del 2010, vanta pure una prefazione firmata da Antonio Di Pietro che, entra in parlamento nel 1997 candidandosi proprio nel collegio 3 della circoscrizione Toscana, cioè nel Mugello.
Nel 1985 Rodolfo Fiesoli viene condannato per atti di libidine violenta e corruzione di minorenne. Successivamente, soprattutto grazie alla difesa di Fiesoli da parte di Gian Paolo Meucci, Ernesto Balducci e altri, la condanna non ebbe effetti pratici e Il Forteto diventerà un importante interlocutore della Regione Toscana. In seguito alla denuncia di numerose persone, Fiesoli viene nuovamente arrestato (20 dicembre 2011). Nell'ottobre 2013 inizia il processo su un caso divenuto nazionale. Il 17 giugno 2015 è stato condannato a 17 anni e mezzo di reclusione per maltrattamenti e abusi sessuali, pena ridotta nel luglio 2016 dai giudici di secondo grado a 15 anni e 10 mesi.

## Controversie

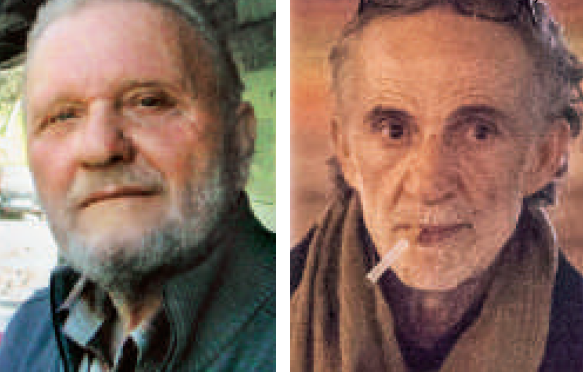
Rodolfo Fiesoli e Luigi Goffredi

### Accuse di molestie del 1978
I fondatori Rodolfo Fiesoli e Luigi Goffredi vennero arrestati nel 1978 e definitivamente condannati nel 1985. Nonostante ciò, il tribunale dei minori, guidato allora da Giampaolo Meucci, continuò ad affidargli bambini disabili o con altre problematiche e, nei successivi trent'anni, vennero inviati al Forteto circa cinquanta minori e la comunità riuscì a crearsi una immagine di centro di accoglienza di eccellenza educativa ottenendo per questo importanti finanziamenti pubblici e riuscendo inoltre a divenire una importante realtà economica e produttiva nel campo agricolo, grazie anche al lavoro delle persone che venivano inviate nella comunità dal tribunale. Nonostante le condanne, il Tribunale dei minori e la politica locale continuarono ad avere fiducia in Fiesoli e nel suo operato e ripresero gli affidamenti di minori oltre alle visite di politici e di personaggi istituzionali alla comunità a testimoniarne l'apprezzamento. La richiesta di una commissione parlamentare di inchiesta ha sempre trovato l'opposizione del PD con il quale Fiesoli aveva instaurato una rete di relazioni testimoniata anche dal lungo elenco di politici che visitavano spesso la comunità.

### La condanna della Corte europea dei diritti dell'uomo
La Corte europea dei diritti dell'uomo nel 2000 ha condannato l'Italia per l'affidamento di due minori al Forteto, strappati alle cure della madre. Bruno Vespa si occupò della vicenda in una puntata di Porta a Porta nel 2001, dopo la condanna della Corte europea dei diritti dell’uomo. «È di grande conforto vedere forze politiche, con posizioni e interessi diversi, unite su un fatto così grave, ha sottolineato Vespa. Ma è abbastanza straordinario che solo nel 2011 si sia deciso di intervenire. Siamo in presenza di due persone condannate in via definitiva per violenze sui minori nella stessa struttura cui lo Stato affidava i bambini». In quella puntata dichiarerà di aver subito pressioni come mai viste in tanti anni di trasmissione. Ribadirà il 17 giugno 2016 nella seconda commissione di inchiesta costituita dalla Regione Toscana «ho confermato alla commissione di avere subito pressioni, di natura prevalentemente politica, ma non solo»; «Non ci fu ‘una’ telefonata, ma una serie di telefonate, di avvertimenti, ha precisato Vespa, perché non si pronunciasse nemmeno il nome del Forteto. In tanti anni di lavoro non ho mai ricevuto così tante pressioni. Solo ora però ho capito davvero la ‘forza’ del Forteto e sono molto contento di aver fatto quella trasmissione. Anzi, in autunno credo che ci occuperemo di nuovo di questo caso».

### Accuse di molestie del 2011
Nel 2011 Fiesoli venne nuovamente arrestato per violenza sessuale su minori e maltrattamenti, di quest'ultimi vennero accusati anche 22 membri della comunità. Nelle sentenze si parla di “un'esperienza drammatica, per molti aspetti criminale”, di “un martellante e sistematico lavaggio del cervello” e che per oltre venti anni al Forteto non sono nati bambini perché i rapporti fra uomo e donna erano ritenuti impuri, mentre venivano promossi quelli omosessuali e la comunità era divenuta, sempre secondo la sentenza, il “territorio di caccia di Rodolfo Fiesoli” che ebbe rapporti sessuali con quasi tutti gli uomini della comunità e con molti adolescenti. I bambini accolti in comunità venivano sottoposti a lavaggio del cervello al fine di creare falsi ricordi di abusi nelle famiglia per spingerli ad accusare i genitori naturali.

### Sfruttamento lavoro minorile
Durante le inchieste delle commissioni regionali e durante i dibattimenti processuali, emerse che era pratica comune fare lavorare i minori impiegandoli nelle varie attività della cooperativa che comprendono campi coltivati, frutteti, stalle e un caseificio. Patrizio Mecacci, ex segretario metropolitano del Pd, di fronte alla relazione degli ispettori del ministero dello sviluppo economico che chiedevano il commissariamento, si è opposto: «No a campagne denigratorie verso le istituzioni». Anche se tantissimi testimoni hanno raccontato che il lavoro al Forteto fosse fondato sullo "sfruttamento minorile". «Lavoravamo tutto il giorno, si andava nel caseificio la notte e la mattina a scuola, e poi di nuovo nelle stalle al pomeriggio. Io queste falangi me le sono mozzate a otto anni, vede» ha mostrato le mani in aula un uomo pochi giorni fa. Del resto «ci veniva detto di votare Rifondazione o Pd» ha riferito ai giudici un testimone.

### Truffa dei corsi di formazione
La Guardia di Finanza effettuò un blitz per sequestrare i computer nella sede e venne aperto un fascicolo per truffa sospettando che i corsi di formazione ideati e promossi dalla Fondazione e finanziati dalla Regione dal 2002 al 2008 non vennero in realtà mai svolti.

### Processo del 2017
Nel corso del processo del 2011 emerse una vicenda sconosciuta e non contestata relativa a un minore ospite della comunità che denunciò di essere stato abusato da Rodolfo Fiesoli; per questa accusa venne istruito un nuovo processo che nel 2018 condannò Fiesoli a otto anni e un risarcimento di 80.000 euro a favore della vittima delle violenze e dei suoi familiari.

### Commissione di inchiesta parlamentare
Nel 2015 venne proposta in Parlamento l'istituzione di una commissione di inchiesta sui fatti accaduti per oltre 30 anni nella comunità ma solo nel 2017, a seguito delle sentenze di condanna per abusi e maltrattamenti si riuscì a superare l'opposizione del Pd, all'epoca partito di maggioranza relativa e principale sostegno del governo in carica. Si riuscì ad approvare al Senato della Repubblica la legge di istituzione della commissione d'inchiesta il 31 maggio 2017. Dopo un lungo iter la commissione venne istituita a partire da gennaio 2019.

### Commissioni d'inchiesta del consiglio regionale della Toscana
Il consiglio regionale toscano ha istituito due commissioni di inchiesta per capire quali e quanti fossero i rapporti della comunità con la politica; la prima ha operato dal 2012 al 2013 per verificare le numerose storie di abusi mentre la seconda dal 2015 al 2016 per capire quali connessioni politiche abbiano consentito uno scandalo come quello del Forteto.
A seguito dell'inchiesta del 2011 generata dalle accuse di decine di persone accolte al Forteto nel 2013 la Procura di Firenze chiede e ottiene il rinvio a giudizio per 23 componenti del Forteto, Fiesoli compreso e il processo inizierà a ottobre 2013. A seguito di questo il Consiglio regionale della Toscana istituì una commissione d'inchiesta con presidente Stefano Mugnai di Forza Italia, sui motivi degli abusi sui minori perpetrati nella comunità nel corso degli anni. Nella relazione finale la commissione chiede come sia stato possibile, nonostante le condanne definitive per abusi e maltrattamenti inferte ai due fondatori nel 1985, che l'associazione abbia potuto continuare a ricevere minori in affidamento oltre ai finanziamenti dalla Regione.
Una seconda commissione regionale d'indagine, presieduta da Paolo Bambagione, ha svolto il suo lavoro nel 2016. Nel giugno 2016 la commissione propose "di riconsiderare la possibilità di istituire una commissione di inchiesta parlamentare su quanto avvenuto nella comunità", oltre a rivolgere "un invito al Parlamento e al governo a rivalutare l'ipotesi di commissariare la cooperativa agricola de il Forteto", collegata alla comunità.

### Commissariamento
Dopo la condanna di primo grado, nel luglio 2015 il governo Renzi e il Pd, partito di maggioranza relativa in Parlamento respinsero una richiesta di commissariamento del Forteto. Successivamente, con il nuovo Governo Conte I, il Ministro della giustizia Alfonso Bonafede ha commissariato la cooperativa il 20 dicembre 2018.

### Associazione "Il Forteto"
Il sindaco di Dicomano, Stefano Passiatore, ha chiesto al prefetto di Firenze lo scioglimento dell'associazione "Il Forteto" la quale "esisterebbe ancora" e avrebbe svolto un "ruolo criminoso" nella drammatiche vicende che hanno coinvolto la comunità.

### Festa dell'Unità
L'edizione toscana del 2017 della Festa de l'Unità, festa di partito per la raccolta fondi del PD, ospitò uno stand del Forteto. La cosa suscitò polemiche a seguito della condanna del fondatore, Rodolfo Fiesoli, a 15 anni e 10 mesi per abusi sessuali. Giovanni Donzelli, capogruppo di Fratelli d'Italia in consiglio regionale, contestò la decisione in quanto arrivata dopo le sentenze della magistratura, le relazioni delle commissioni d'inchiesta regionali e l'approvazione anche da parte della Camera di una commissione d'inchiesta parlamentare sulla vicenda: «Si tratta di un fatto che, qualora qualcuno avesse ancora dei dubbi, mette il sigillo ufficiale sul legame che esiste tutt'oggi fra il partito al governo dell'Italia, della Toscana e di Firenze e il luogo teatro degli abusi e i maltrattamenti provati e riprovati nelle sentenze della magistratura» ricordando come «ancora oggi al Forteto vive e lavora, anche con ruoli importanti, la maggior parte dei condannati: cade così la storiella ipocrita della discontinuità con il passato dell'attuale governance della cooperativa» e pertanto «aver scelto di ospitare lo stand è un fatto vergognoso, l'ennesimo schiaffo, quello definitivo, alle centinaia di vittime che hanno avuto la vita rovinata da quell'esperienza»" e, infine, chiedendosi «quanto il Forteto ha pagato al Pd per quello stand e se ai loro dirigenti sembri sufficiente per svendere ancora una volta la dignità delle vittime».

## Il nome
Forteto indica, in Toscana, un tipo di macchia semialberata, dove l'azione dell'uomo è meno intensa che altrove, con turni di taglio o incendio meno frequenti e pascolamento più blando; l'altezza degli arbusti può quindi raggiungere i 6 m.

## Pubblicazioni e riconoscimenti
- Nel 1999 esce il primo libro sul Forteto stampato dalle prestigiose edizioni del Mulino: "Forme di cultura e salute psichica. Universo simbolico e regole di relazione nel mondo del Forteto", di Giuseppe Ferroni.
- Il 19 maggio 2002 ha luogo la prima marcia di Barbiana. Rodolfo Fiesoli sarà per anni, fino all'ultimo arresto, consigliere del Centro Documentazione don Lorenzo Milani e Scuola di Barbiana.
- Nel 2003 esce il secondo testo del Mulino: "La Strada stretta. Storia del Forteto", di Nicola Casanova, presentazione di Franco Cardini.
- Il 18 settembre 2003 i missionari comboniani di Alex Zanotelli con la Carovana della Pace fanno tappa a Barbiana. Pranzo al Forteto dove, dicono testuale, "più famiglie alla luce del Vangelo vivono controcorrente attraverso il lavoro di diverse cooperative e la comunione dei beni".
- Nel dicembre del 2003 su "Diario", mensile diretto da Enrico Deaglio, esce un profilo encomiastico di Luigi Goffredi, presidente della Fondazione Il Forteto.
- Nel novembre-dicembre del 2007 a Borgo San Lorenzo, convegno nazionale per il 40.mo di "Lettera a una Professoressa" di don Milani. Tra i relatori Rodolfo Fiesoli: "Il Forteto".
- Nel 2008 ancora un libro del Mulino: "La contraddizione virtuosa. Il problema educativo, don Milani e il Forteto", di Nicola Casanova e Giuseppe Fornari.
- Il 4 febbraio 2010 al senato, organizzata dal gruppo PD, presentazione del libro di Rodolfo Fiesoli "Una scuola per l'integrazione".
- Nel giugno del 2011 per le edizioni Falco di Cosenza esce il libro di Rodolfo Fiesoli "Fili e nodi". La prefazione è di Antonio Di Pietro, a quel tempo candidato alle politiche proprio nel collegio del Mugello.